# Le Martyre de saint Philippe
Le Martyre de saint Philippe est un tableau peint en 1639 par José de Ribera. Il mesure 234 × 234 cm. Il est conservé au musée du Prado à Madrid.